# Mammillaria polyedra
Mammillaria polyedra (укр. Мамілярія поліедра, мамілярія багатостороння) — сукулентна рослина з роду мамілярія (Mammillaria) родини кактусових (Cactaceae).

## Історія

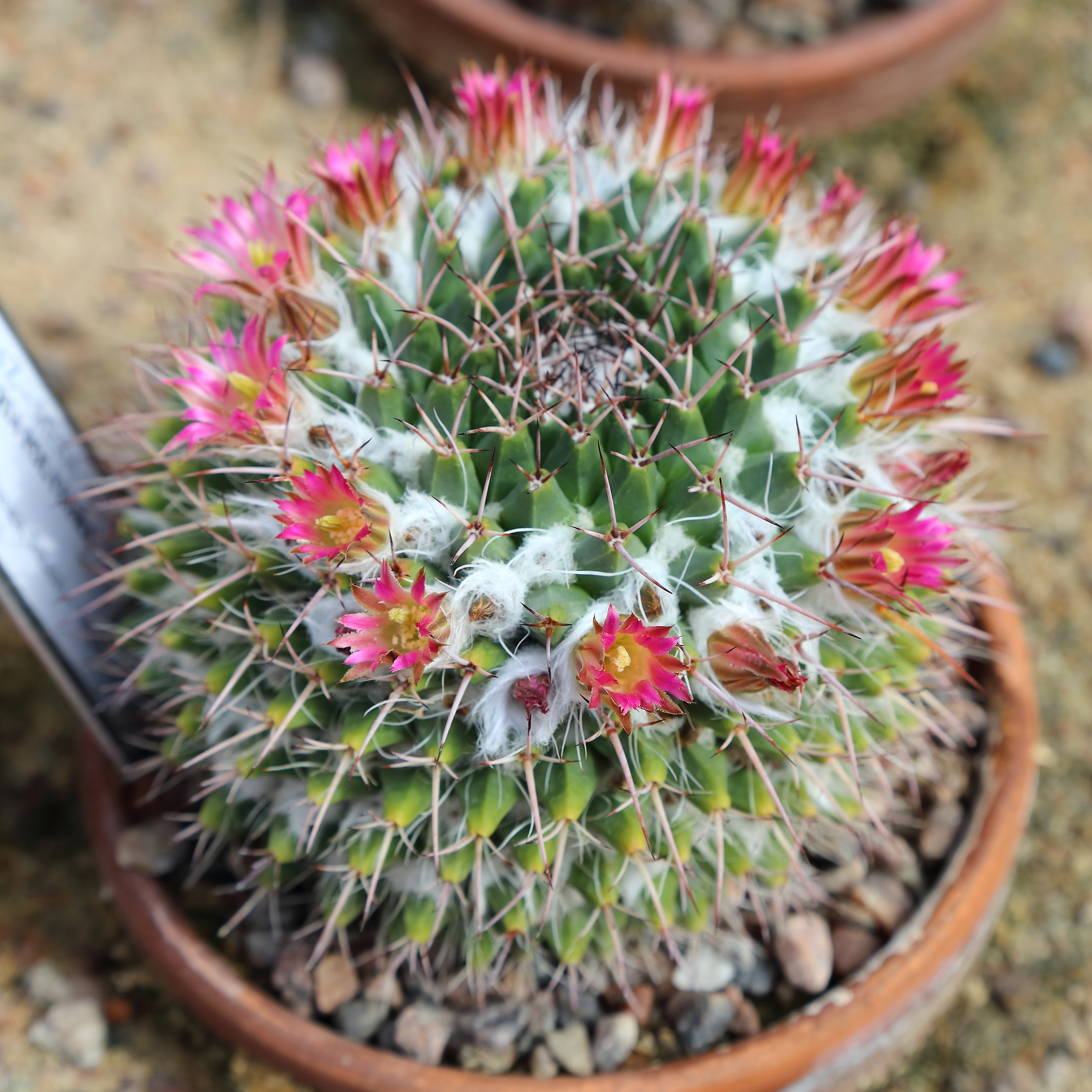
Квітуча Mammillaria polyedra

Вид вперше описаний німецьким ботаніком Карл Фрідріхом Філіппом фон Марціусом (нім. Carl Friedrich Philipp von Martius, 1794—1868) у 1832 році у виданні нім. «Novorum Actorum Academiae Caesareae Leopoldino-Carolinae Germanicae Naturae Curiosorum».

## Етимологія
Видова назва походить від грец. poly — «багато» і грец. hedra — «поверхня, сторона», що вказує на форму маміл.

## Ареал і екологія
Mammillaria polyedra є ендемічною рослиною Мексики. Ареал розташований у штатах Герреро, Оахака, Пуебла. Рослини зростають на висоті від 900 до 1900 метрів над рівнем моря в тропічних листяних лісах.

## Морфологічний опис
| Орган              | Опис |
| Рослини            | спочатку поодинокі, пізніше формують зарості.                                                                 |
| Коріння            | |
| Стебло             | кулясте до короткоциліндричного, до 30 см заввишки, в діаметрі 10-12 см.                                      |
| Епідерміс          | темно-зелений.                                                                                                |
| Маміли             | пірамідальні, шести- або семигранні, з молочним соком.                                                        |
| Ареоли             | |
| Аксили             | з пухом і щетинками.                                                                                          |
| Центральні колючки | немає. |
| Радіальні колючки  | 4-6, прямі, коричнево-жовті з багрянистими кінцями, завдовжки 6-25 мм, верхні з них найбільш довгі і потужні. |
| Квіти              | рожеві, завдовжки до 25 мм.                                                                                   |
| Бутони             | |
| Зовнішні пелюстки  | |
| Внутрішні пелюстки | |
| Тичинки            | |
| Маточка            | |
| Плоди              | широкі, булавоподібні, червоні.                                                                               |
| Насіння            | коричневе. |

## Чисельність, охоронний статус та заходи по збереженню
Mammillaria polyedra входить до Червоного списку Міжнародного союзу охорони природи видів, з найменшим ризиком (LC).
Mammillaria polyedra має площу розміщення менше 20 000 км². Хоча вид має відносно обмежений ареал, він місцево багатий і не має великих загроз. Ця маммілярія зустрічається у величезних колоніях.
Поточний тренд чисельності рослин стабільний.
Вид зустрічається в біосферному заповіднику Теуакан-Куйкатлан.
Охороняється Конвенцією про міжнародну торгівлю видами дикої фауни і флори, що перебувають під загрозою зникнення (CITES).

## Використання та торгівля
Вид вирощується переважно в спеціалізованих колекціях.